# Ле-Канне
Ле-Канне́ (фр. Le Cannet, окс. Lo Canet) — город-курорт и коммуна на Лазурном Берегу на юго-востоке Франции в регионе Прованс — Альпы — Лазурный берег, департамент Приморские Альпы, округ Грас, кантон Канны-1. До марта 2015 года коммуна административно входила в состав упразднённого кантона Мужен (округ Грас).
Площадь коммуны — 7,71 км², население — 42 531 человек (2006) с тенденцией к стабилизации: 43 115 человек (2012), плотность населения — 5592,1 чел/км².

## Географическое положение
Городская коммуна Ле-Канне находится на крайнем юго-востоке Франции, в двух километрах севернее города Канн и побережья Средиземного моря. Административно коммуна входит в кантон Ле-Канне округа Грас департамента Приморские Альпы в регионе Прованс — Альпы — Лазурный Берег. С высоты находящегося на семи, поросших соснами, эвкалиптами, мимозой, апельсиновыми и оливковыми рощами холмах Ле-Канне открывается великолепный вид на порт Канна и Леринские острова. Климат — мягкий, средиземноморский.

## Население
Население коммуны в 2011 году составляло — 42 754 человека, а в 2012 году — 43 115 человек.
| 1962  | 1968  | 1975  | 1982  | 1990  | 1999  | 2006  | 2011  | 2012  |
| ----- | ----- | ----- | ----- | ----- | ----- | ----- | ----- | ----- |
| 15499 | 23231 | 33892 | 37411 | 41842 | 42158 | 42531 | 42754 | 43115 |

Динамика численности населения:

## Экономика
В 2010 году из 25 415 человек трудоспособного возраста (от 15 до 64 лет) 18 776 были экономически активными, 6639 — неактивными (показатель активности 73,9 %, в 1999 году — 71,8 %). Из 18 776 активных трудоспособных жителей работали 16 551 человек (8482 мужчины и 8069 женщин), 2225 числились безработными (1114 мужчин и 1111 женщин). Среди 6639 трудоспособных неактивных граждан 2175 были учениками либо студентами, 1999 — пенсионерами, а ещё 2465 — были неактивны в силу других причин.
На протяжении 2010 года в коммуне числилось 21 522 облагаемых налогом домохозяйства, в которых проживало 44 745,0 человек. При этом медиана доходов составила 18 тысяч 731,5 евро на одного налогоплательщика.

## История
Поселение на месте нынешнего Ле-Канне возникло в римскую эпоху, после изгнания из этих мест кельтских и лигурийских племён. По выращиваемым здесь превосходным оливкам городок назывался Оливетум. До наших дней сохранилась проходящая через холмы Ле-Канне старая римская дорога (Виа Юлия), соединявшая Арль с Римом, проложенная при императоре Августе и названная в честь его дочери.
В XV веке по приглашению монахов из аббатства островов Лерен район нынешнего Ле-Канне заселили переселенцы из Италии. В 1441 году аббатство выделило Сильвестро Кальви земли на материке; Кальви считается основателем современного города. Между 1441 и 1500 годами здесь получили участки и расселились 140 семей переселенцев. До 1778 года, когда Ле-Канне получил самостоятельность и городские права, город административно подчинялся Канну.

## Знаменитые сограждане
В Ле-Канне жили и работали многие выдающиеся деятели культуры — писатель П. Мериме, художники О. Ренуар, А. Лебаск, П. Боннар, актриса Э. Рашель, а также духовный глава исмаилитов Ага-хан III.
В Ле-Канне родились драматург В. Сарду и композитор Р. Гальяно.

## Достопримечательности (фотогалерея)

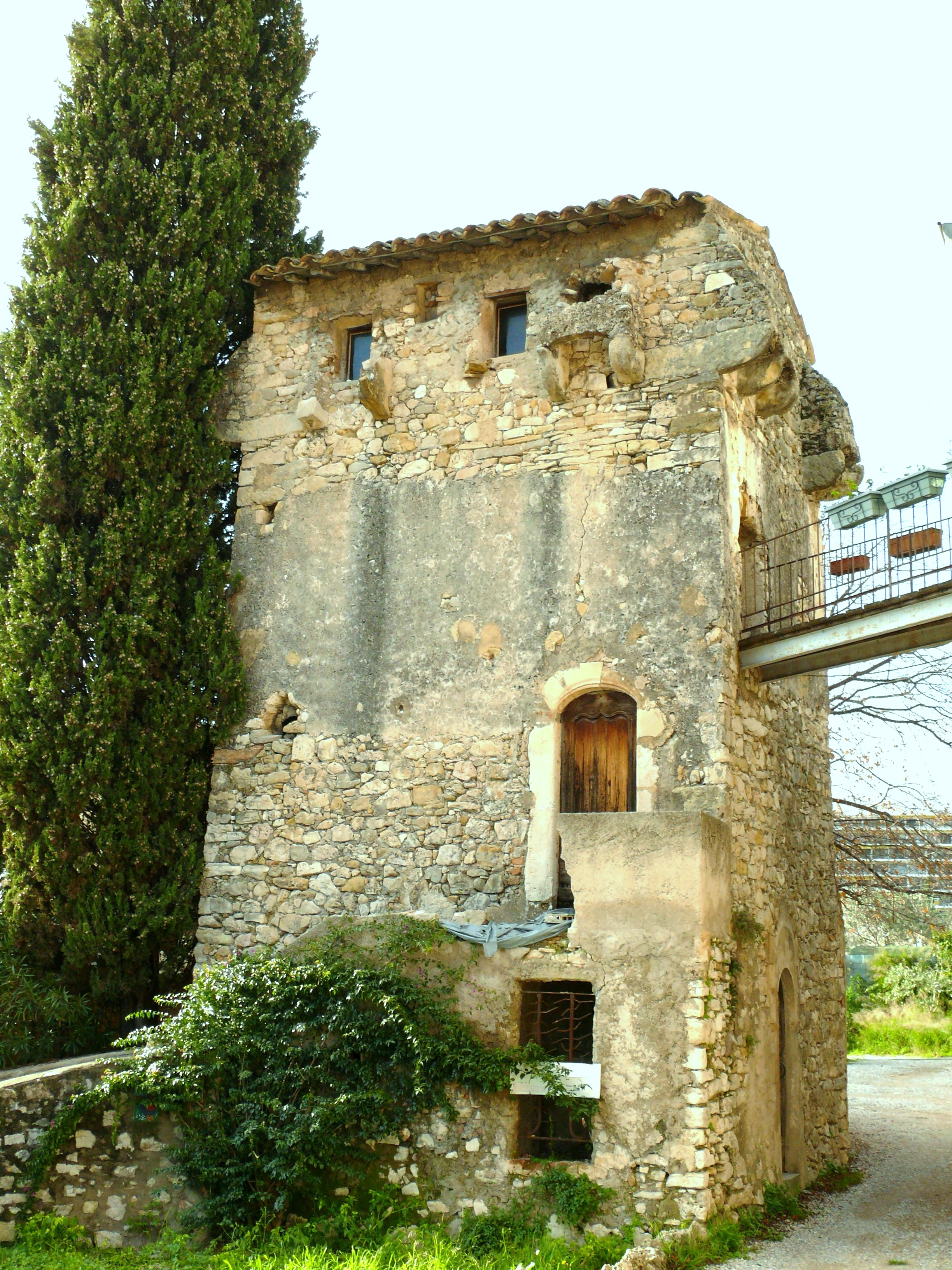
Башня Разбойников
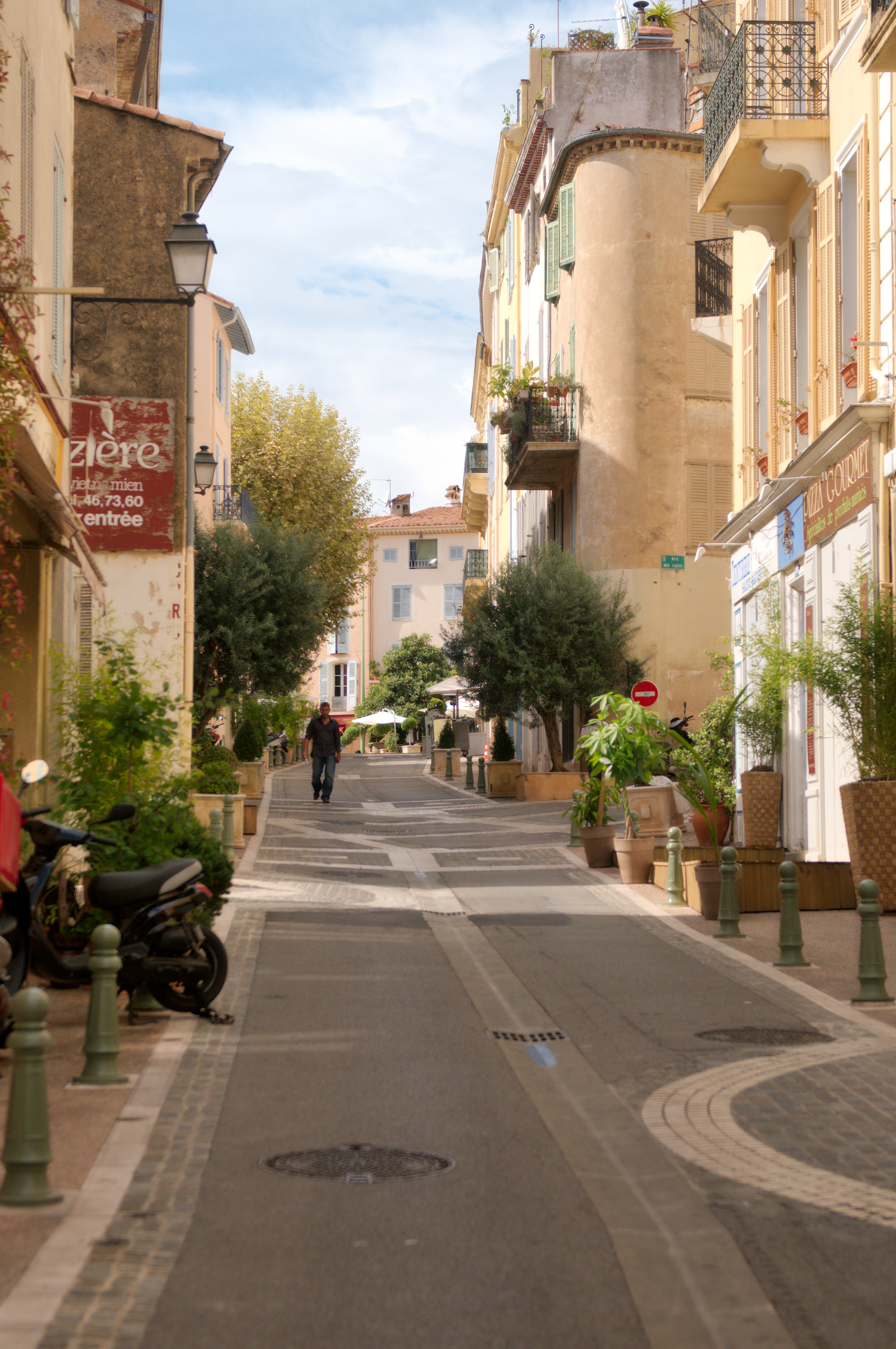
Улица Сен-Совер
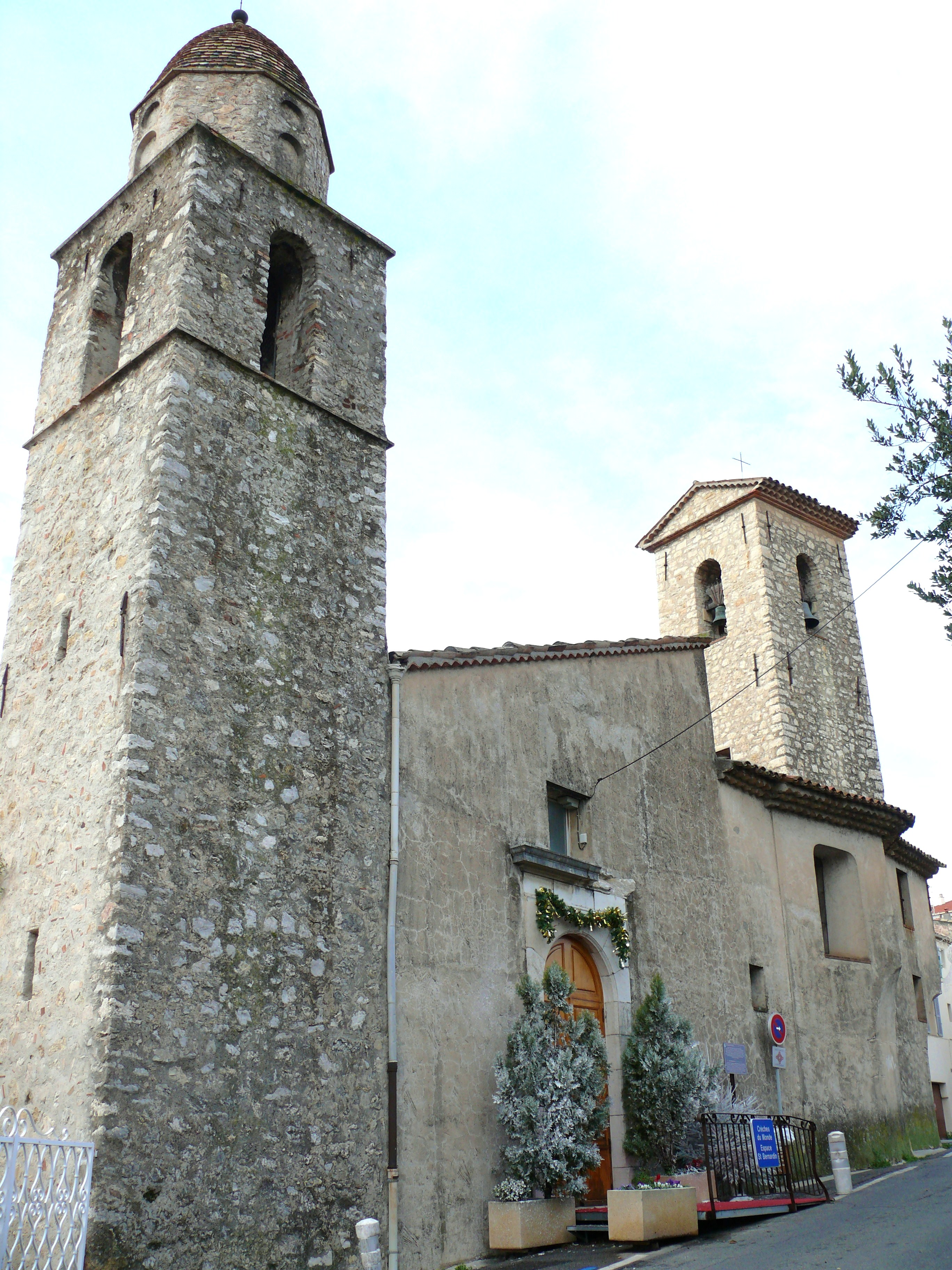
Церковь Сен-Катрен и часовня Сен-Бернарден
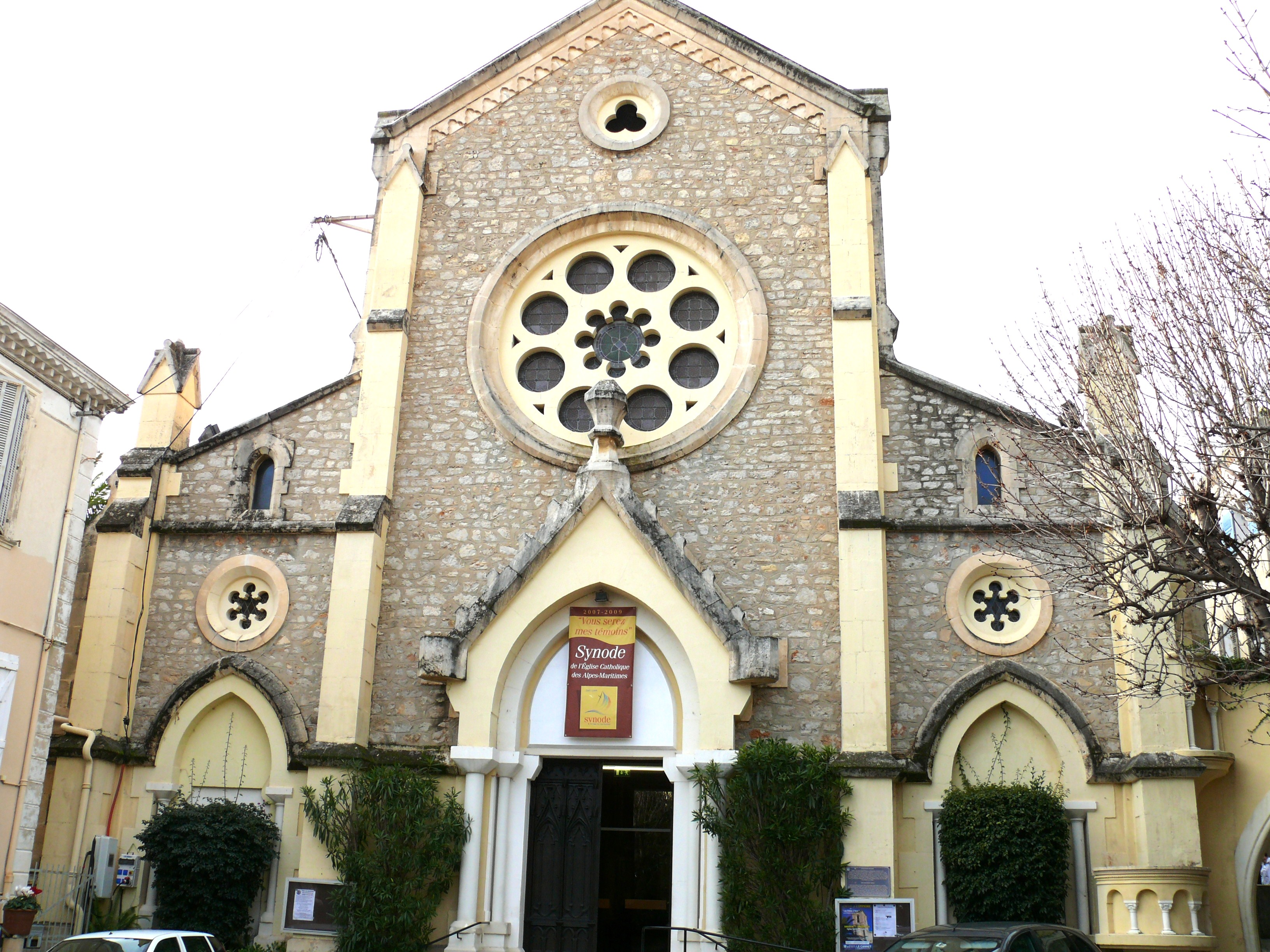
Фасад церкви Сент-Филомен
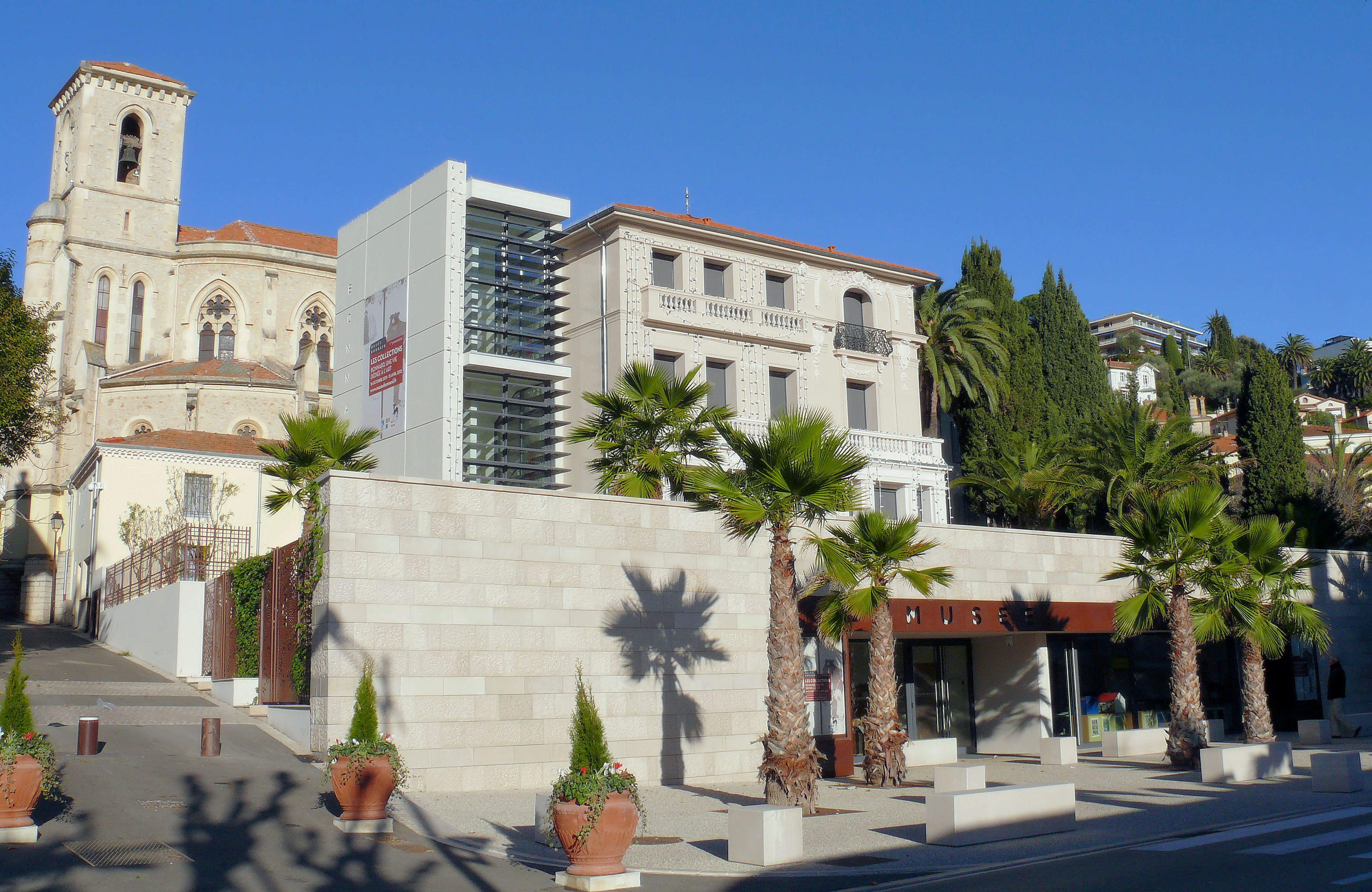
Церковь Сент-Филомен и музей Пьер Боннард
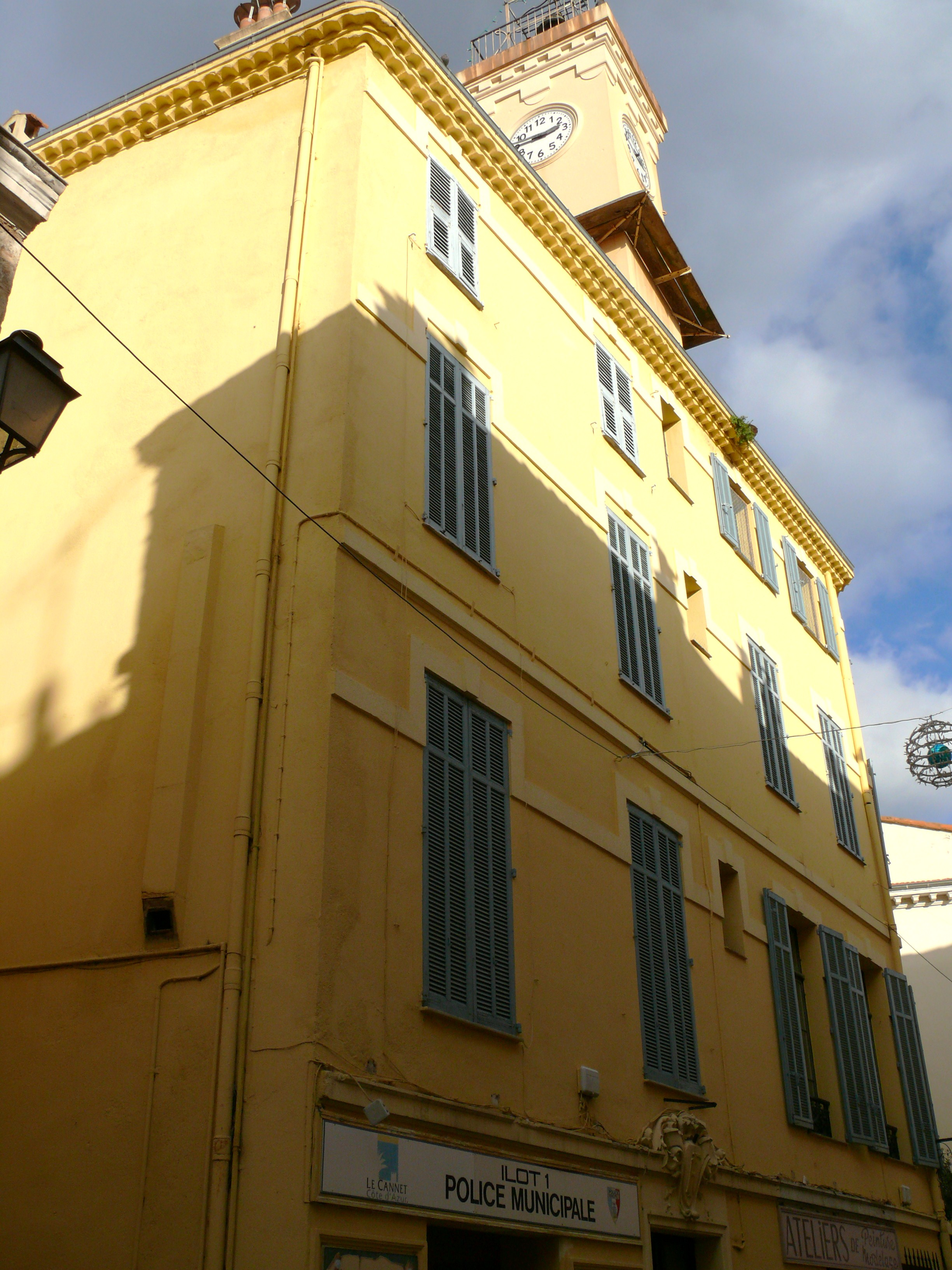
Старая мэрия
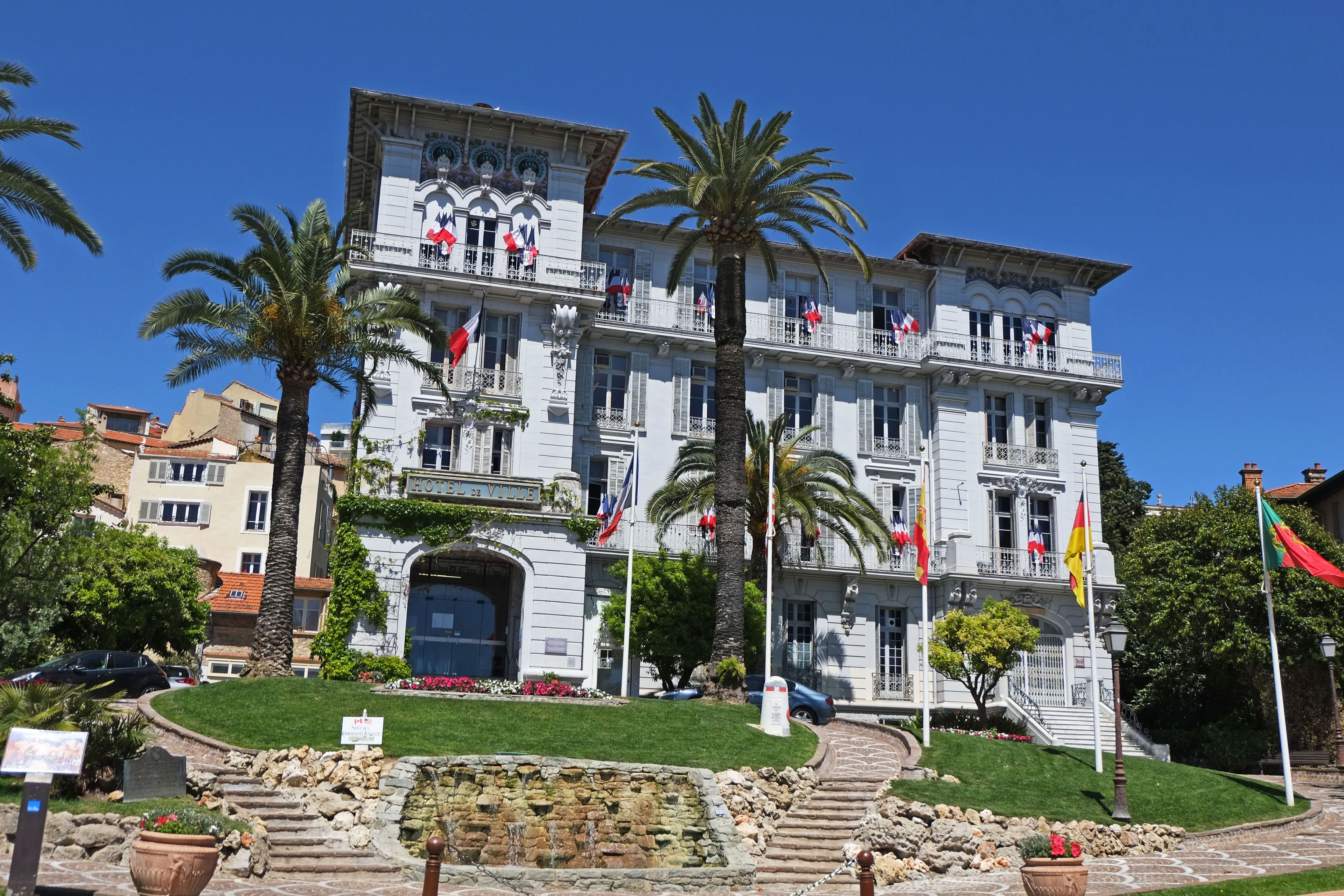
Здание новой мэрии
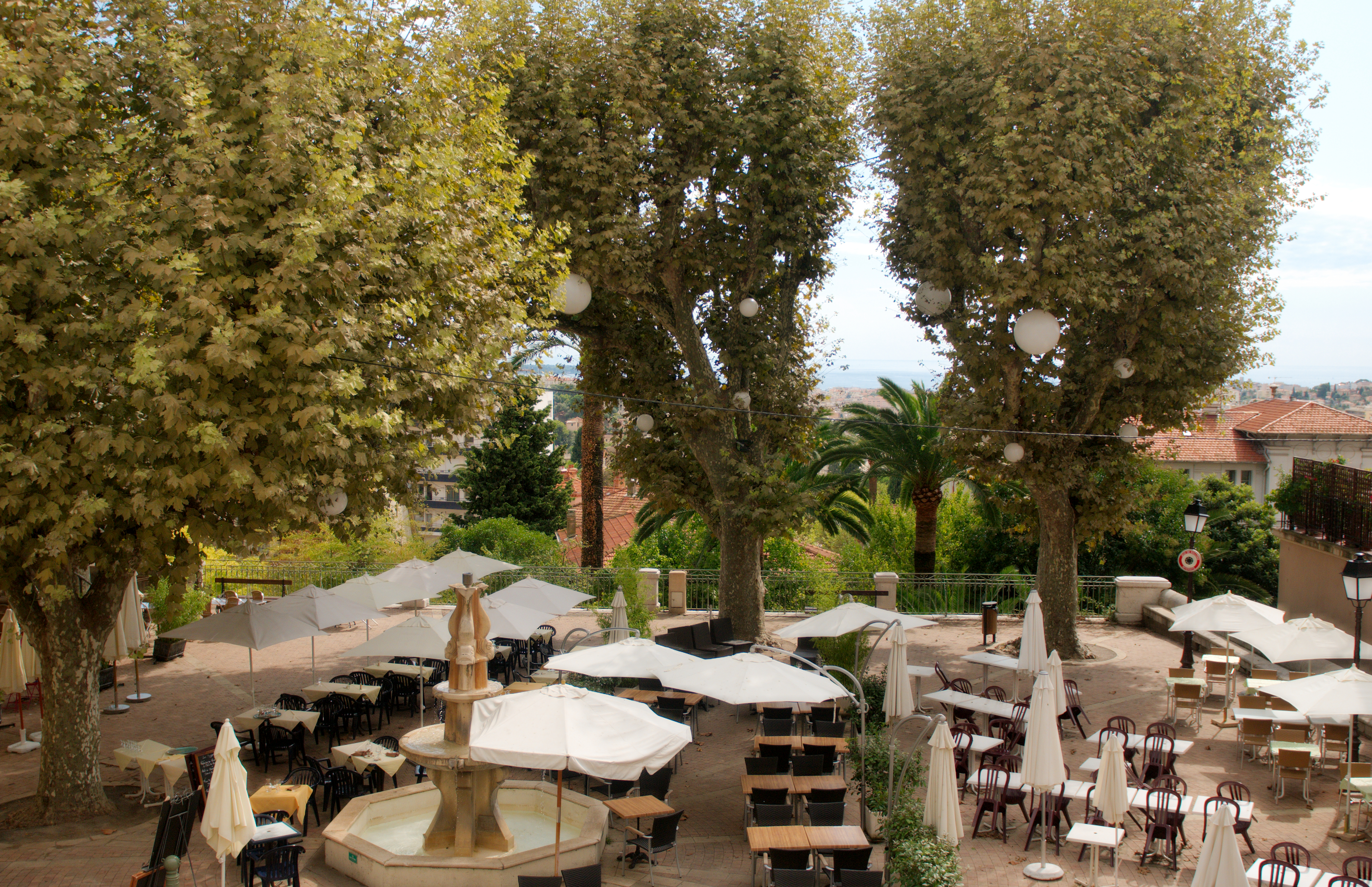
Площадь Бельвью

## Города-партнёры
- Лафейетт (Луизиана)
- Бопорт
- Кёнигштайн (Таунус)
- Бенидорм
- Вила-ду-Конде
- Аньибилекру